# 부르봉가
부르봉가(프랑스어: Maison de Bourbon, 스페인어: Casa de Borbón)는 카페 왕조의 한 계열로 루이 9세의 마지막 아들 클레르몽의 백작 로베르 드 프랑스(Robert de France)로부터 시작되었다. 부르봉(Bourbon)의 어원은 켈트어로 ‘진흙(Borvo 혹은 Borbo)’을 뜻한다.

## 탄생과 발전
부르봉 왕가는 루이 9세의 6번째 이자 막내아들인 로베르 드 프랑스(Robert de France)로부터 시작된다. 그는 샤로래(프랑스어: Charolais)의 영주 장 드 부르고뉴(프랑스어: Jean de Bourgogne)와 아니에스 드 부르봉(프랑스어: Agnès de Bourbon)의 외동딸 베아트리스(프랑스어: Béatrice)와 결혼을 함으로써 부르봉(프랑스어: Bourbon)의 영주가 되었다.
부르봉 영지는 1327년 부르봉가의 루이 1세(프랑스어: Louis Ier de Bourbon)를 위하여 공작령으로 승격되었다. 부르봉가의 루이 2세(프랑스어: Louis II de Bourbon) (1337-1410)는 1371년 안 도베르뉴(프랑스어: Anne d'Auvergne)와 결혼을 하였다. 이 결혼으로 영지를 확장시켰다.
광신도적인 수도사 자크 클레망(프랑스어: Jacques Clément)이 앙리 3세를 암살하자 발루아 왕가에는 왕위를 이을 사람이 아무도 없었다. 살리카 법이라고 불리는 당시 통용되었던 계승법으로 사망한 앙리 3세의 모계 6촌인 앙리 4세가 왕위를 계승했다.

## 역사
부르봉 왕조는 프랑스에서 1589년부터 1791년까지 그리고 1814년부터 1830년까지 지속되었다. 에스파냐에서는 1701년부터 통치하고 있는데, 1874년부터 1875년까지, 1931년부터 1975년까지는 공화정으로 인하여 다른 나라로 도피하였다. 그 뒤 후안 카를로스 1세가 입헌 군주제 에스파냐의 왕으로 즉위하였다. 이외에도 부르봉 왕가는 나바르, 프랑스, 스페인, 양시칠리아, 룩셈부르크, 안도라, 루카, 파르마와 같이 유럽의 여러 나라를 다스렸고, 여러 분파로 나뉘었다.

## 부르봉 정통 왕가

### 프랑스의 왕
- 앙리 4세(Henri IV) (1589년 ~ 1610년)
- 루이 13세(Louis XIII) (1610년 ~ 1643년)
- 루이 14세(Louis XIV) (1643년 ~ 1715년)
- 루이 15세(Louis XV) (1715년 ~ 1774년)
- 루이 16세(Louis XVI) (1774년 ~ 1791년)
- 루이 18세(Louis XVIII) (1814년 ~ 1824년)
- 샤를 10세(Charles X) (1824년 ~ 1830년)
- 루이 19세(Louis XIX) (명목상)
- 앙리 5세(Henri V) (명목상)

### 에스파냐의 왕 및 바르셀로나 백작(1714년부터)
- 펠리페 5세(Felipe V) (재위 1700년 ~ 1724년, 복위 1724년 ~ 1746년) 프랑스 부르봉왕가 태양왕 루이14세의 손자, 부르봉 왕가 루이 15세의 숙부
- 루이스 1세(Luis I) (1724년) 펠리페 5세의 아들. 재위 8개월만에 사망
- 페르난도 6세(Fernando VI) (1746년 ~ 1759년)펠리페 5세의 넷째 아들. 이탈리아 출신 가수인 카를로 브로스키(1705~1782) 에게 국정을 맡김
- 카를로스 3세(Carlos III) (1759년 ~ 1788년)페르난도 6세의 이복동생. 시칠리아,나폴리의 왕.미국독립전쟁에서 식민지군을 지원하고 총신인 아란다 백작에게 국사를 맡김
- 카를로스 4세(Carlos IV) (1788년 ~ 1808년)카를로스3세의 둘째아들. 왕비의 애인인 미누엘 고도이에게 국사를맡기고 취미인 사냥을즐김.1808년 페르난도7세에 의해 쫓겨났다
- 페르난도 7세(Fernando VII) (1808년, 1813년 ~ 1833년)카를로스4세의 장남.1808년 백성들의 반란을 이용해 고도이,카를로스4세와 왕비를 몰아내고 즉위.나폴레옹 보나파르트의 위협으로 왕위에서 내려왔다.
- 이사벨 2세(Isabel II) (1833년 ~ 1868년)페르난도7세의 딸.1700년대부터 따라온 살리카법에 의해서는 즉위할 수 없었으나,아버지인 페르난도7세가 이사벨2세가 태어나기 전에 살리카법을 없애버려서 즉위할 수 있게 됐다.이사벨2세가 즉위하자,페르난도7세의 동생인 카를로스는 스스로를 카를로스5세라 칭하였다.
- 아마데오 1세 (1869~1875) (이탈리아 북부 사부아왕가) 1868년 프림장군이 명예혁명으로 이사벨2세를 몰아내자,이탈리아통일 주역중 1명인 비토리오 에마누엘레 2세의 차남 아마데오를 왕으로 추대했다. 하지만 프림장군이 암살되고 공화주의자들의 거센반발로 1875년 스스로 물러났다.
- 알폰소 12세(Alfonso XII) (1875년 ~ 1885년)이사벨2세의 아들이다.알폰소12세가 즉위하자 에스파냐의 경제가 좋아져 조용한 시기였으나 1885년 결핵으로 28세에 사망한다.
- 알폰소 13세(Alfonso XIII) (1886년 ~ 1931년)알폰소12세의 아들.태어나자마자 왕이 됐다. 1931년 스페인 공화국 출범으로 파리 망명.
- 바르셀로나 백작 후안 또는 추존왕 왕호로 후안 3세 (Juan III)
- 후안 카를로스 1세(Juan Carlos I) (1975년 ~ 2014년)알폰소13세의 손자이다.프란시스코 프랑코 독재이후 에스파냐에 민주주의를 정착시키는데 큰 공을 세움
- 펠리페 6세(Felipe VI) (2014년 ~ )

### 나바라의 왕
- 헨리케 3세 대왕(1572년 ~ 1610년)
- 루이스 2세 정의왕(1610년 ~ 1620년)

## 오를레앙 왕가

### 프랑스인의 왕
- 루이 필리프 1세(1830년 ~ 1848년)

### 오를레앙 왕가의 수장
- 필리프 7세(1884년 ~ 1894년)
- 필리프 8세(1894년 ~ 1926년)
- 장 3세(1926년 ~ 1940년)
- 앙리 6세(1940년 ~ 1999년)
- 앙리 7세(1999년 ~ 현재)

## 보르보네파르마 공가

### 파르마 공작
- 카를로 1세(1731년 ~ 1735년)
- 필리포 1세(1748년 ~ 1765년)
- 페르디난도 1세(1765년 ~ 1802년)
- 카를로 2세(1847년 ~ 1848년)
- 카를로 3세(1848년 ~ 1854년)
- 로베르토 1세(1854년 ~ 1860년)

파르마 공국은 사르데냐 왕국이 주도한 리소르지멘토로 사르데냐 왕국에 합병된다.

## 부르봉 나폴리 왕가

### 나폴리와 시칠리아의 왕
나폴리 왕국과 시칠리아 왕국은 오래전부터 동군연합을 이루어왔다. 페르디난도 1세는 1806년부터 1815년까지는 나폴리의 왕을 차지하지 못했다. 그 이유는 보나파르트 왕가가 나폴리 왕위를 차지하였기 때문이다.
- 카를로 7세(1734년 ~ 1759년)
- 페르디난도 1세(1759년 ~ 1816년)

## 부르봉 양시칠리아 왕가
1816년에는 나폴리 왕국이 시칠리아 왕국을 합병시키고 양시칠리아의 왕이 되었다. 따라서 왕가의 이름도 부르봉 양시칠리아로 변하였다.

### 양시칠리아의 왕
- 페르디난도 1세(1816년 ~ 1825년)
- 프란체스코 1세(1825년 ~ 1830년)
- 페르디난도 2세(1830년 ~ 1859년)
- 프란체스코 2세(1859년 ~ 1860년)

양시칠리아 왕국은 사르데냐 왕국이 주도한 리소르지멘토로 사르데냐 왕국에 합병된다.

### 부르봉 양시칠리아 왕가의 수장
- 프란체스코 2세(1860년 ~ 1894년)
- 카세르타 백작 알폰소(1894년 ~ 1934년)
- 카세르타 공작 페르디난드(1934년 ~ 1960년)
- 칼라브리아 공작 인판테 알폰소와 카스트로 공작 라니에리 왕자(1960년 ~ 1964년)
- 칼라브리아 공작 인판테 카를로와 카스트로 공작 라니에리 왕자(1964년 ~ 1966년)
- 칼라브리아 공작 인판테 카를로와 카스트로 공작 페르디난드 왕자(1966년 ~ 2008년)
- 칼라브리아 공작 인판테 카를로와 카스트로 공작 카를로 왕자(2008년 ~ 현재)

## 같이 보기
- 오를레앙가
- 보르보네파르마가
- 보르보네두에시칠리에가